# Скала-Подільський парк

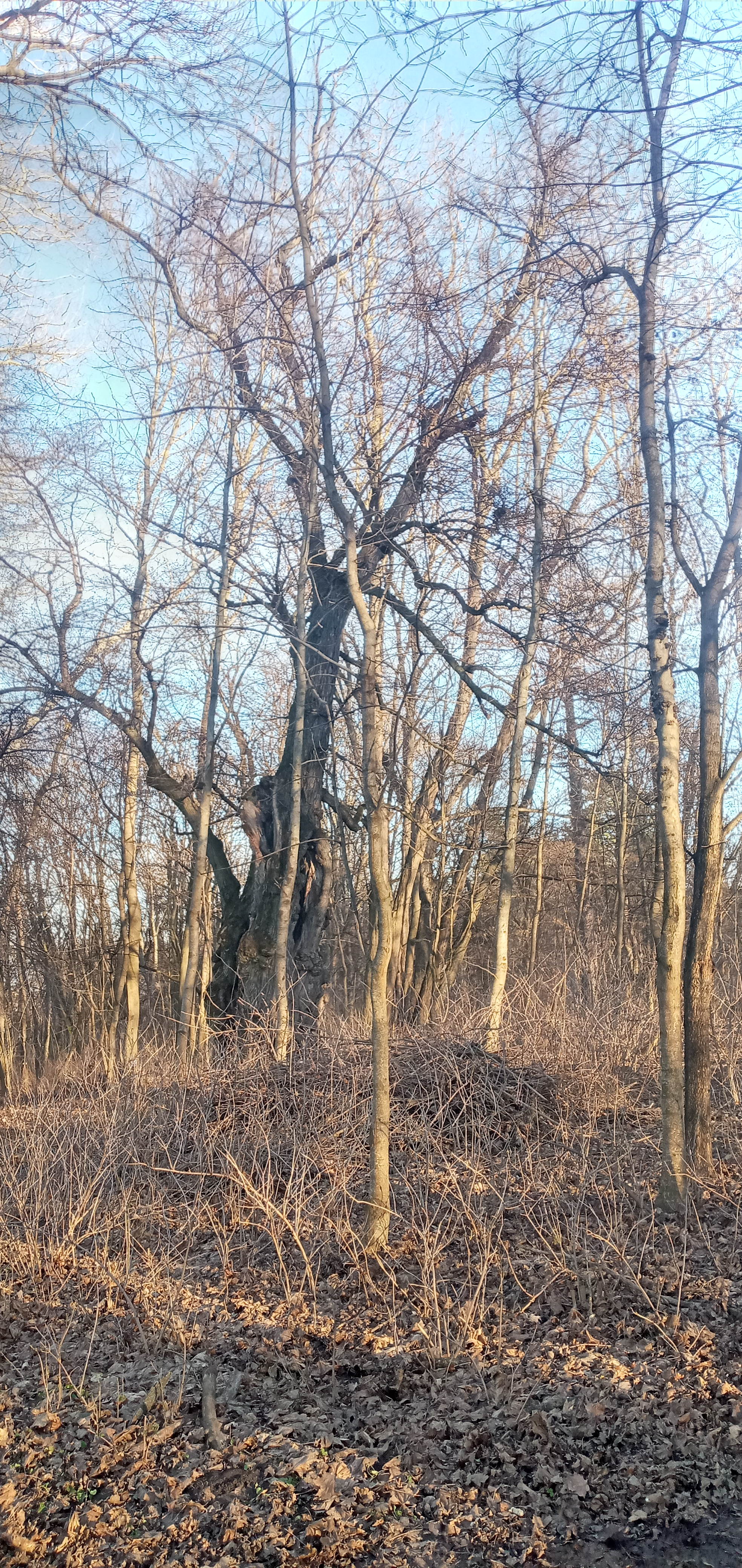
560-річна липа в Скала-Подільському парку

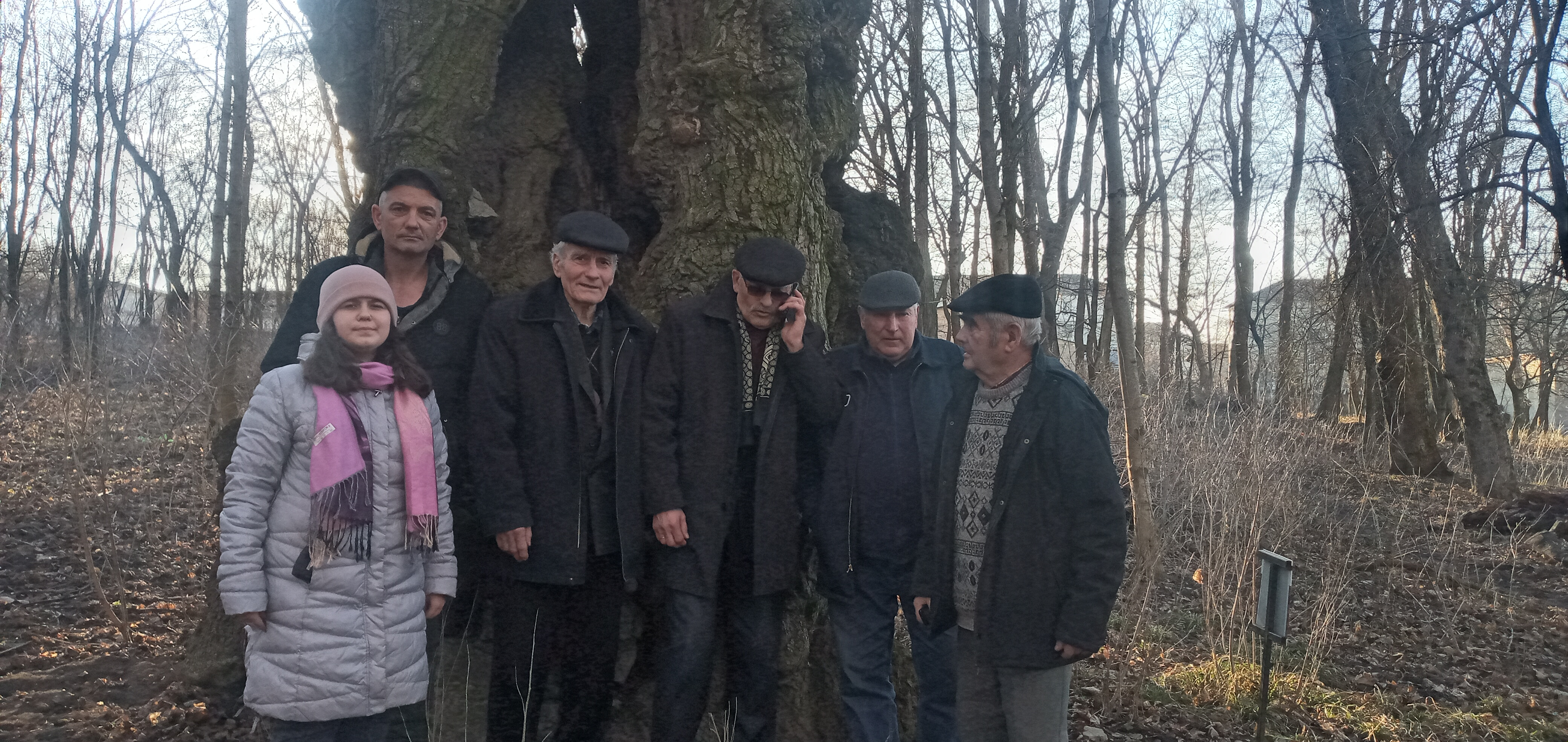
Учасники Росохацької групи біля віковічної липи

Скала́-Поді́льський парк — пам'ятка садово-паркового мистецтва загальнодержавного значення в Україні. Розташований у селищі Скала-Подільська Чортківського району Тернопільської області.
Площа — 26 га. Перебуває у віданні оздоровчого комплексу «Збруч». Постановою РМ УРСР № 105 від 29 січня 1960 парку надано статус об'єкта природно-заповідного фонду.
Постановою Кабінету Міністрів України від 12 жовтня 1992 року № 584 «Про зміну деяких рішень Уряду України у зв‘язку з прийняттям Закону України «Про природно-заповідний фонд України» Скала-Подільський парк затверджений як об’єкт природно-заповідного фонду загальнодержавного значення.

## Історія
Парк закладений у кінці XVIII ст. Належав польському воєводі А. Тарлові. У XIX ст. парк із будівлями стали власністю графа Аґенора Ромуальда Ґолуховського, який акліматизував ряд декоративних та плодово-ягідних дерев і кущів, збудував теплицю (збереглася донині), кілька споруд на господарському дворі (нині тут корпуси оздоровчого комплексу), архітектурно оформив вхід у парк.
До наших днів палац не зберігся.
Парк створений у ландшафтному стилі, характер його території — слабо виражена горбистість. Кожна група дерев гармоніює з парковою дорогою, з вирішенням не лише об'ємної, а й кольорової композиції.

## Рослинність
У парку — 98 видів, форм, гібридів дерев, кущів, ліан, серед яких — модрина польська, занесена до Червоної книги України, сосни Веймутова та чорна, ялина колюча різних форм, береза темна, гледичія і гіркокаштан звичайний, катальпа чудова, клен цукристий, платан кленолистий, ясен звичайний, форми однолистої.
На особливу увагу заслуговують:
- сосна чорна (висота 24 м, діаметр 74 см),
- катальпа чудова (висота 16 м, діаметр 56 см),
- гіркокаштан звичайний (висота 25 м, діаметр 114 см,).

Гордість парку — довгожитель, 560-річна липа різнолиста (висота 25 м, діаметр 264 см, в обхваті — 7,9 метри. Стан дерева незадовільний.
Основа паркових насаджень — дуб, граб, ясен звичайний, клен гостролистий. Окремі види висаджено в композиції відокремлених куртин, що зі світлової галявини створюють естетично цінні фрагменти ландшафту. Крізь просвіти проглядається плесо озерця.

## Світлини

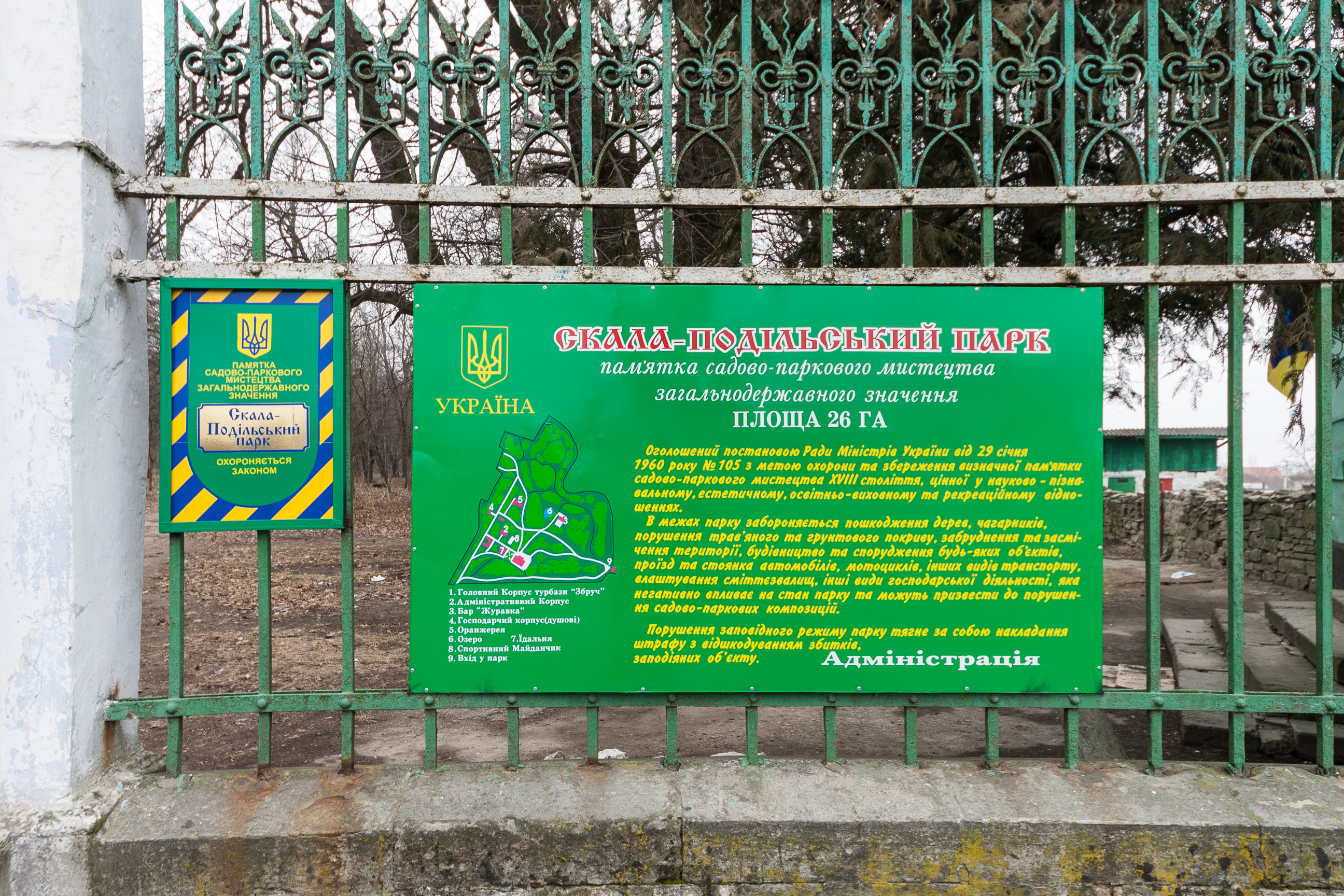
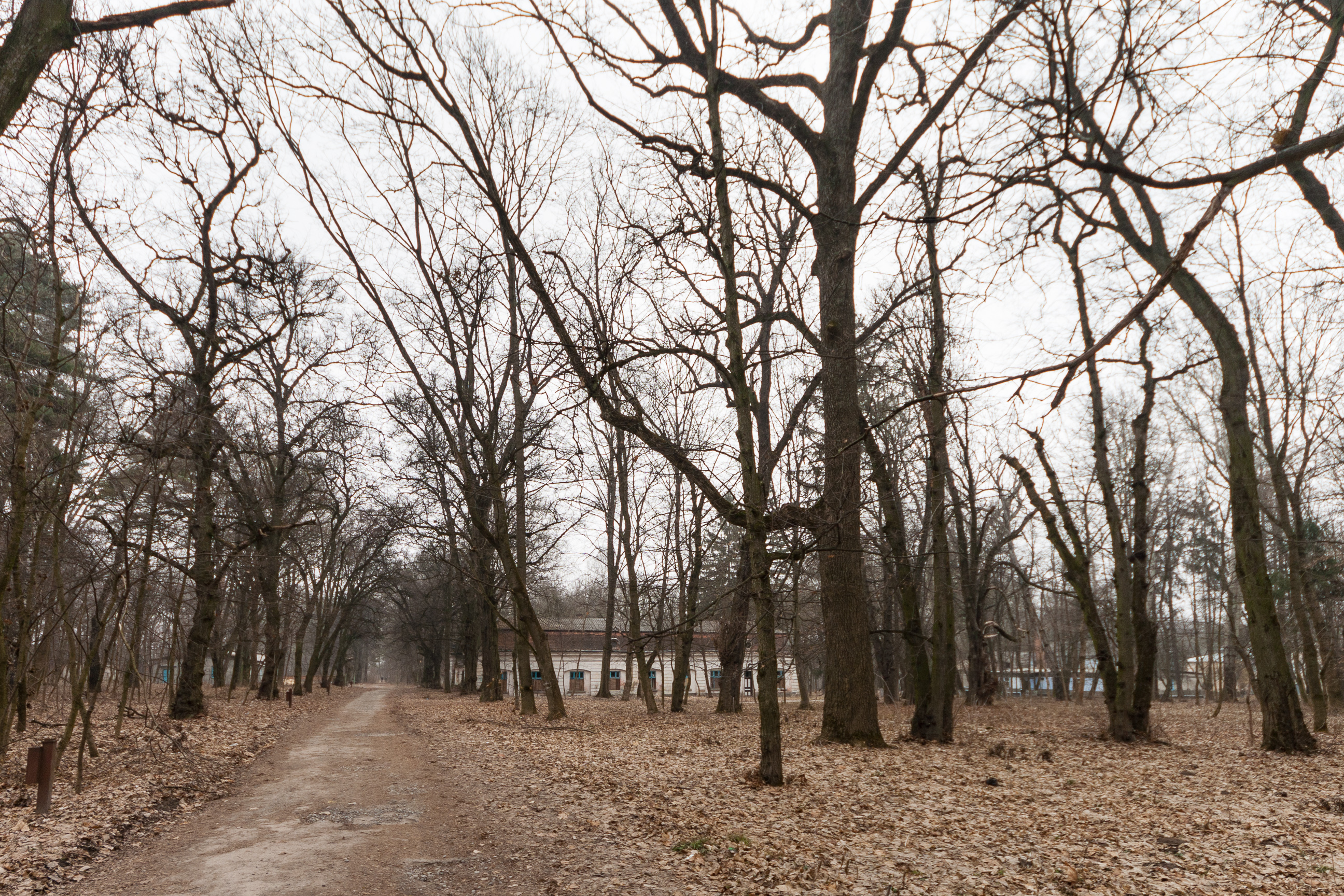
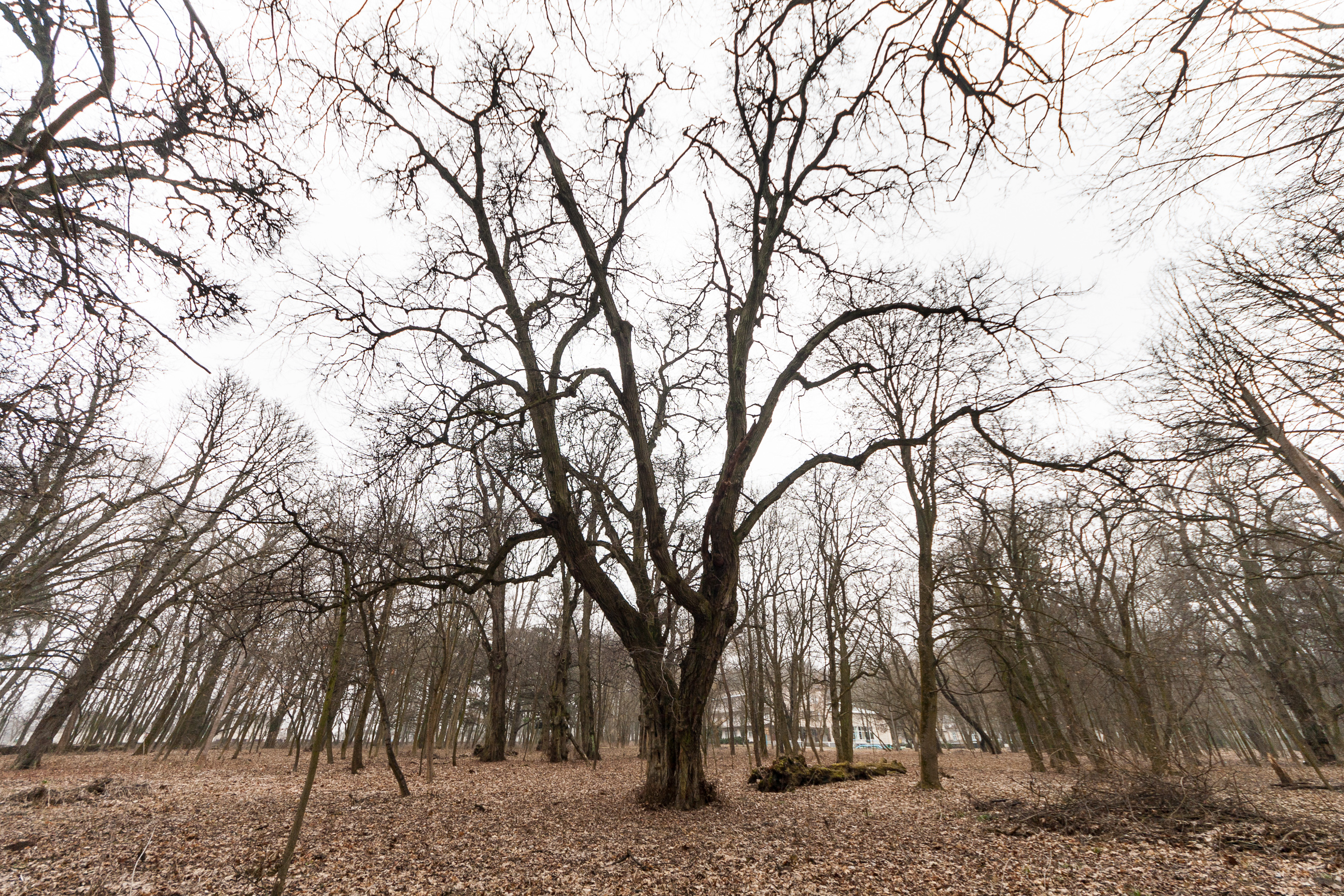
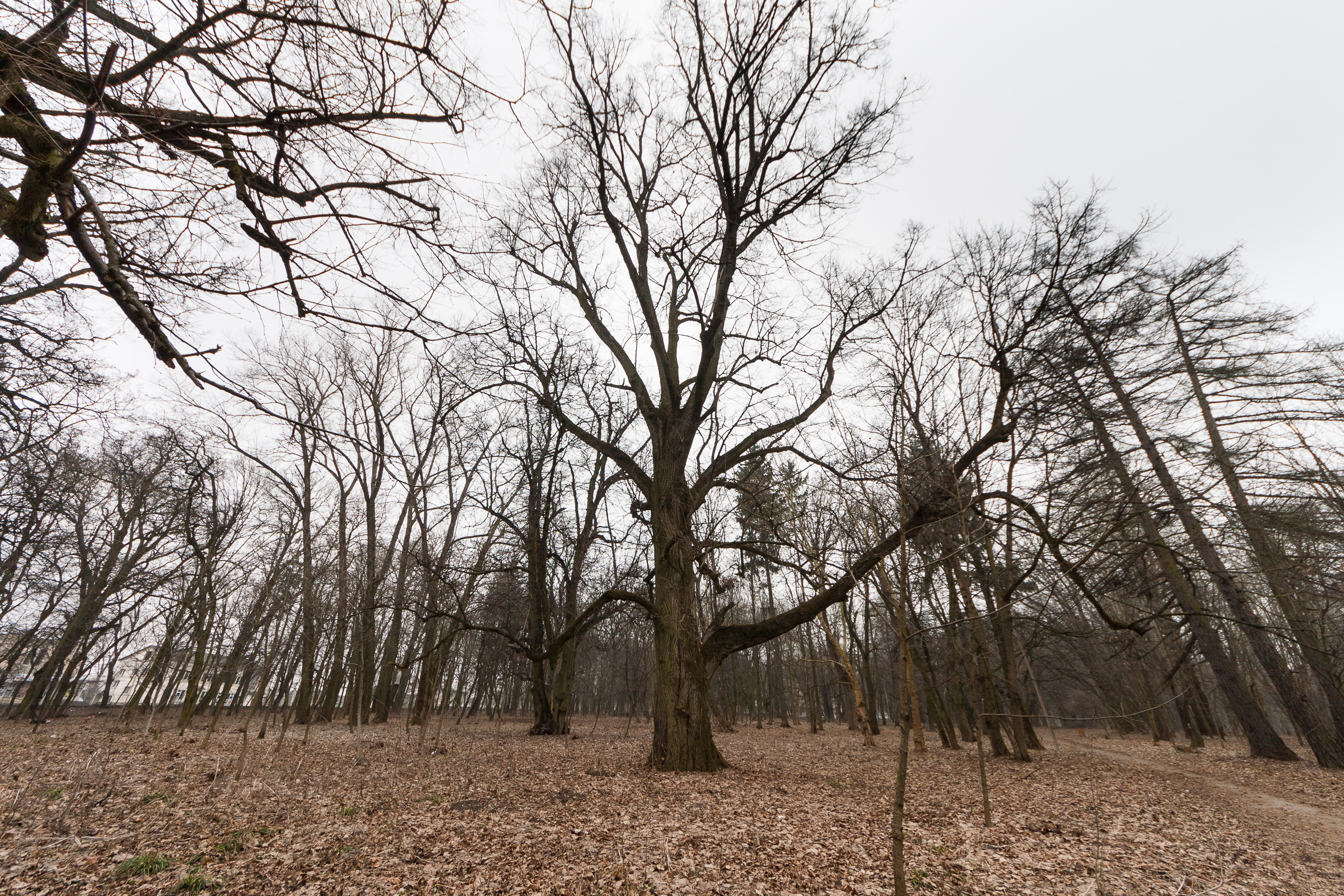